# Los apostólicos
Los apostólicos es el penúltimo volumen de la segunda serie de los Episodios Nacionales de Benito Perez Galdós, escrito entre mayo y junio de 1879 y publicado ese mismo año. Recibe el nombre de “Los apostólicos”, una sociedad de tipo sectario y ultratradicionalista creada para defender la candidatura del infante Carlos María Isidro, que daría origen a las guerras carlistas.
La narración comienza en 1829, tras la entrada en Madrid de María Cristina de Borbón Dos Sicilias, la última esposa de Fernando VII, y pronto madre de la futura Isabel II, motivo de litigio insuperable en la sucesión en el poder, y que sumió a España en un interminable guerra civil. Tras los sucesos de La Granja (1832), la novela se cierra con la anécdota histórica protagonizada por el ministro Calomarde y Luisa Carlota, hermana de la reina, que pone sobre el papel la famosa frase «manos blancas no ofenden».

Cuando Calomarde entregó a la Infanta el manuscrito, que tantos desvelos y fingimiento había costado a los apostólicos, Carlota no se tomó el trabajo de leerlo y lo rasgó con furia en multitud de pedazos. Con el mismo desprecio y enojo con que arrojó al suelo los trozos de papel, echó sobre la persona del ministro estas duras palabras, que no suelen oírse en boca de príncipes:

-«Vea usted en lo que paran sus infamias. Usted ha engañado, usted ha sorprendido a Su Majestad abusando de su estado moribundo; usted al emplear los medios que ha empleado para esta traición, ha obrado en conformidad con su carácter de siempre, que es la bajeza, la doblez, la hipocresía».
Rojo como una amapola, si es permitido comparar el rubor de un ministro a la hermosura de una flor campesina, Calomarde bajó los ojos. Aquella furibunda y no vista humillación del tiranuelo compensaba sus nueve años de insolente poder. En su cobardía quiso humillarse más y balbució algunas palabras:
-Señora... yo...
-Todavía -exclamó la Semíramis borbónica en la exaltación de su ira-, todavía se atreve usted a defenderse y a insultarnos con su presencia y con sus palabras. Salga usted inmediatamente.
Ciega de furor, dejándose arrebatar de sus ímpetus de coraje, la Infanta dio algunos pasos hacia Su Excelencia, alzó el membrudo brazo, disparó la mano carnosa... ¡Plaf! Sobre los mofletes del ministro resonó la más soberana bofetada que se ha dado jamás.
Todos nos quedamos pálidos y suspensos, y digo nos, porque el narrador tuvo la suerte de presenciar este gran suceso. Calomarde se llevó la mano a la parte dolorida, y lívido, sudoroso, muerto, sólo dijo con ahogado acento:
-Señora, manos blancas...
No dijo más. La Infanta le volvió la espalda.

Calomarde acabó para siempre como hombre político. Los apostólicos, cuando se llamaron carlistas, le despreciaron, y el execrable ministril se murió de tristeza en país extranjero.
Final del capítulo XXXIV, Galdós (1879)

Conducen la trama melodramática, además de Salvador Monsalud (héroe liberal de la segunda serie de los Episodios), Benigno Cordero (un personaje secundario en Episodios anteriores que confirmará su importancia en esta novela y en la siguiente) y Soledad (“Sola” o “Solita”), hija de Gil de la Cuadra, que ha relevado a Jenara Baraona (esposa de Carlos Navarro, alias ‘Garrote’), en el protagonismo de los personajes femeninos de esta serie. Entre los nuevos personajes ‘pintorescos’, puede mencionarse a «Don Felicísimo Carnicero», máxima expresión de un rostro chato. Y entre lo fabuloso y lo literario, habría que destacar en este episodio las descripciones que hace Galdós de algunas sociedades secretas activas en ese periodo, como la de los Numantinos, cuyo objeto «era, como quien no dice nada, derrocar la tiranía. Los medios para conseguir este fin no podían ser más sencillos. Todo se haría bonitamente por medio de la siguiente receta: matar al tirano y fundar una república a estilo griego».
Leopoldo Alas «Clarín» publicó una reseña crítica en El Imparcial, considerando que «este episodio es una de las obras más excelentes entre las escritas por el que llegará a ser acaso el Dickens español» (refiriéndose obviamente a Benito Pérez Galdós).
Asimismo, varios galdosistas mencionan el «leve incidente» que Galdós tuvo con Ramón Mesonero Romanos –una vez más requerido como consejero histórico para la construcción del episodio–, cuando el costumbrista madrileño se excusó de tal tarea.